# Pargarutan Julu
Pargarutan Julu is een bestuurslaag in het regentschap Tapanuli Selatan van de provincie Noord-Sumatra, Indonesië. Pargarutan Julu telt 1279 inwoners (volkstelling 2010).